# Wennington (Londres)
Pour les articles homonymes, voir Wennington.
Wennington est une zone anglaise située à l'est de Londres, dans le borough londonien de Havering.